# Rusland op het wereldkampioenschap voetbal 1994
Rusland was een van de 32 deelnemende landen aan het Wereldkampioenschap voetbal 1994 in de Verenigde Staten. De Russen deden voor de eerste keer mee als zelfstandige staat, vlak na het uiteenvallen van de Sovjet-Unie. Tot en met 1992 kwamen Russische spelers uit voor het voetbalelftal van de Sovjet-Unie.

## Kwalificatie
Rusland speelde in groep 5 van de kwalificatie voor het WK voetbal 1994 met IJsland, Griekenland, Hongarije en Luxemburg. Rusland kwalificeerde zich door als tweede te eindigen in de poule, op twee punten van groepswinnaar Griekenland.

### Wedstrijden
|                                                    |                   |       |         |                                                                                             |
| 14 oktober 1992 WK-kwalificatie «onderlinge duels» | Rusland           | 1 – 0 | IJsland | Olympisch Stadion Loezjniki, Moskou Toeschouwers: 18.000 Scheidsrechter: Lyube Spasov (BUL) |
| 14 oktober 1992 WK-kwalificatie «onderlinge duels» | Sergej Joeran 65' |       |         | Olympisch Stadion Loezjniki, Moskou Toeschouwers: 18.000 Scheidsrechter: Lyube Spasov (BUL) |

|                                                    |                                        |       |           |                                                                                          |
| 28 oktober 1992 WK-kwalificatie «onderlinge duels» | Rusland                                | 2 – 0 | Luxemburg | Olympisch Stadion Loezjniki, Moskou Toeschouwers: 1.750 Scheidsrechter: Ilkka Koho (FIN) |
| 28 oktober 1992 WK-kwalificatie «onderlinge duels» | Sergej Joeran 5' Dmitri Radtsjenko 24' |       |           | Olympisch Stadion Loezjniki, Moskou Toeschouwers: 1.750 Scheidsrechter: Ilkka Koho (FIN) |

|                                                            |           |                                                                             |         |                                                                               |
| 14 april 1993 WK-kwalificatie «onderlinge duels» 20:00 uur | Luxemburg | 0 – 4                                                                       | Rusland | Neie Stadion, Luxemburg Toeschouwers: 3.200 Scheidsrechter: Alan Snoddy (NIR) |
| 14 april 1993 WK-kwalificatie «onderlinge duels» 20:00 uur |           | 11' Sergei Kiriakov 46' Sergei Kiriakov 58' Igor Shalimov 90' Vasili Kulkov |         | Neie Stadion, Luxemburg Toeschouwers: 3.200 Scheidsrechter: Alan Snoddy (NIR) |

|                                                  |                                                              |       |           |                                                                                             |
| 28 april 1993 WK-kwalificatie «onderlinge duels» | Rusland                                                      | 3 – 0 | Hongarije | Olympisch Stadion Loezjniki, Moskou Toeschouwers: 20.000 Scheidsrechter: Guy Goethals (BEL) |
| 28 april 1993 WK-kwalificatie «onderlinge duels» | Andrej Kantsjelskis 55' Igor Kolyvanov 61' Sergej Joeran 85' |       |           | Olympisch Stadion Loezjniki, Moskou Toeschouwers: 20.000 Scheidsrechter: Guy Goethals (BEL) |

|                                                |                              |       |                       |                                                                                                |
| 23 mei 1993 WK-kwalificatie «onderlinge duels» | Rusland                      | 1 – 1 | Griekenland           | Olympisch Stadion Loezjniki, Moskou Toeschouwers: 45.000 Scheidsrechter: Peter Mikkelsen (DEN) |
| 23 mei 1993 WK-kwalificatie «onderlinge duels» | Igor Dobrovolskiy 70' (pen.) |       | 44' Tasos Mitropoulos | Olympisch Stadion Loezjniki, Moskou Toeschouwers: 45.000 Scheidsrechter: Peter Mikkelsen (DEN) |

|                                                |                         |       |                     |                                                                                       |
| 2 juni 1993 WK-kwalificatie «onderlinge duels» | IJsland                 | 1 – 1 | Rusland             | Laugardalsvöllur, Reykjavík Toeschouwers: 45.000 Scheidsrechter: Leslie Mottram (SCO) |
| 2 juni 1993 WK-kwalificatie «onderlinge duels» | Eyjólfur Sverrisson 27' |       | 39' Sergey Kiryakov | Laugardalsvöllur, Reykjavík Toeschouwers: 45.000 Scheidsrechter: Leslie Mottram (SCO) |

|                                                     |                            |       |                                                                    |                                                                                             |
| 8 september 1993 WK-kwalificatie «onderlinge duels» | Hongarije                  | 1 – 3 | Rusland                                                            | Üllői úti Stadion, Boedapest Toeschouwers: 10.000 Scheidsrechter: Gheorghe Constantin (ROM) |
| 8 september 1993 WK-kwalificatie «onderlinge duels» | Joeri Nikiforov 19' (e.d.) |       | 15' Andrey Pyatnitskiy 52' Sergey Kiryakov 90' Aleksandr Borodjoek | Üllői úti Stadion, Boedapest Toeschouwers: 10.000 Scheidsrechter: Gheorghe Constantin (ROM) |

|                                                     |                   |       |         | |
| 17 november 1993 WK-kwalificatie «onderlinge duels» | Griekenland       | 1 – 0 | Rusland | Olympisch Stadion Spyridon Louis, Athene Toeschouwers: 40.151 Scheidsrechter: Jean-Fidele Diramba (GAB) |
| 17 november 1993 WK-kwalificatie «onderlinge duels» | Nikos Machlas 79' |       |         | Olympisch Stadion Spyridon Louis, Athene Toeschouwers: 40.151 Scheidsrechter: Jean-Fidele Diramba (GAB) |

### Eindstand
| Land        | Wed | Win | Gel | Ver | DV | DT | +/– | Pnt |
| ----------- | --- | --- | --- | --- | -- | -- | --- | --- |
| Griekenland | 8   | 6   | 2   | 0   | 10 | 2  | +8  | 14  |
| Rusland     | 8   | 5   | 2   | 1   | 15 | 4  | +11 | 12  |
| IJsland     | 8   | 3   | 2   | 3   | 7  | 6  | +1  | 8   |
| Hongarije   | 8   | 2   | 1   | 5   | 6  | 11 | –5  | 5   |
| Luxemburg   | 8   | 0   | 1   | 7   | 2  | 17 | –15 | 1   |

## Oefeninterlands
Rusland speelde vijf oefenwedstrijden voorafgaand aan het WK voetbal in de Verenigde Staten. Daarin bleef de ploeg van bondscoach Pavel Sadyrin ongeslagen.
|                                                      |                  |       |                       |                                                                          |
| 29 januari 1994 Vriendschappelijk «onderlinge duels» | Verenigde Staten | 1 – 1 | Rusland               | Kingdome, Seattle Toeschouwers: 43.700 Scheidsrechter: Bob Sawtell (CAN) |
| 29 januari 1994 Vriendschappelijk «onderlinge duels» | Alexi Lalas 85'  |       | 52' Dmitri Radtsjenko | Kingdome, Seattle Toeschouwers: 43.700 Scheidsrechter: Bob Sawtell (CAN) |

|                                                      |                         |       |                                                                                              |                                                                                                |
| 2 februari 1994 Vriendschappelijk «onderlinge duels» | Mexico                  | 1 – 4 | Rusland                                                                                      | Oakland-Alameda County Coliseum, Oakland Toeschouwers: 18.162 Scheidsrechter: Brian Hall (USA) |
| 2 februari 1994 Vriendschappelijk «onderlinge duels» | Alberto García Aspe 25' |       | 4' Aleksandr Borodjoek 38' Dmitri Radtsjenko 45' Aleksandr Borodjoek 56' Aleksandr Borodjoek | Oakland-Alameda County Coliseum, Oakland Toeschouwers: 18.162 Scheidsrechter: Brian Hall (USA) |

|                                                    |         |       |         |                                                                                      |
| 23 maart 1994 Vriendschappelijk «onderlinge duels» | Ierland | 0 – 0 | Rusland | Lansdowne Road, Dublin Toeschouwers: 34.000 Scheidsrechter: Christer Fällström (SWE) |
| 23 maart 1994 Vriendschappelijk «onderlinge duels» |         |       |         | Lansdowne Road, Dublin Toeschouwers: 34.000 Scheidsrechter: Christer Fällström (SWE) |

|                                                    |         |                       |         |                                                                                           |
| 20 april 1994 Vriendschappelijk «onderlinge duels» | Turkije | 0 – 1                 | Rusland | Bursa Atatürk Stadyumu, Bursa Toeschouwers: 28.000 Scheidsrechter: Adrian Porumboiu (ROM) |
| 20 april 1994 Vriendschappelijk «onderlinge duels» |         | 10' Dmitri Radtsjenko |         | Bursa Atatürk Stadyumu, Bursa Toeschouwers: 28.000 Scheidsrechter: Adrian Porumboiu (ROM) |

|                                                  |                                            |       |                  |                                                                                          |
| 29 mei 1994 Vriendschappelijk «onderlinge duels» | Rusland                                    | 2 – 1 | Slowakije        | Olympisch Stadion Loezjniki, Moskou Toeschouwers: 8.000 Scheidsrechter: Vadim Zhuk (BLR) |
| 29 mei 1994 Vriendschappelijk «onderlinge duels» | Andrey Pyatnitskiy 49' Illya Tsymbalar 59' |       | 34' Dušan Tittel | Olympisch Stadion Loezjniki, Moskou Toeschouwers: 8.000 Scheidsrechter: Vadim Zhuk (BLR) |

## WK-selectie
Bondscoach Pavel Sadyrin nam onderstaande spelers op in zijn WK-selectie. In onderstaand overzicht is het aantal interlands (goals) bijgewerkt tot en met de laatste oefeninterland van Rusland, op 29 mei tegen Slowakije.
| Nummer / Naam    | Nummer / Naam          | Geboortedatum     | Caps | Goals | Club             | Duels | Goal | Weggestuurd | Kreeg voor de tweede keer geel en dus rood | Kreeg geel |
| Doel             | Doel                   | Doel              | Doel | Doel  | Doel             | Doel  | Doel | Doel        | Doel                                       | Doel       |
| ---------------- | ---------------------- | ----------------- | ---- | ----- | ---------------- | ----- | ---- | ----------- | ------------------------------------------ | ---------- |
| 1                | Stanislav Tsjertsjesov | 2 september 1963  | 20   | 0     | Dynamo Dresden   | 1     | 0    | 0           | 0                                          | 0          |
| 16               | Dmitri Charin          | 16 augustus 1968  | 22   | 0     | Chelsea          | 2     | 0    | 1           | 0                                          | 0          |
| Verdediging      |                        |                   |      |       |                  |       |      |             |                                            |            |
| 2                | Dmitri Kuznetsov       | 28 augustus 1965  | 27   | ?     | RCD Español      | 2     | 0    | 1           | 0                                          | 0          |
| 3                | Sergei Gorlukovich     | 19 november 1960  | 32   | ?     | Bayer Uerdingen  | 2     | 0    | 0           | 1                                          | 0          |
| 4                | Dmitri Galiamin        | 8 januari 1963    | 19   | ?     | RCD Español      | 1     | 0    | 0           | 0                                          | 0          |
| 5                | Joeri Nikiforov        | 16 september 1970 | 8    | ?     | Spartak Moskou   | 3     | 0    | 2           | 0                                          | 0          |
| 6                | Vladislav Ternavski    | 2 mei 1969        | 2    | ?     | Spartak Moskou   | 2     | 0    | 0           | 0                                          | 0          |
| 12               | Omar Tetradze          | 13 oktober 1969   | 9    | ?     | Dinamo Moskou    | 1     | 0    | 0           | 0                                          | 0          |
| 18               | Viktor Onopko          | 14 oktober 1969   | 21   | ?     | Spartak Moskou   | 2     | 0    | 0           | 0                                          | 0          |
| 21               | Dmitri Khlestov        | 21 januari 1971   | 12   | ?     | Spartak Moskou   | 3     | 0    | 2           | 0                                          | 0          |
| Middenveld       |                        |                   |      |       |                  |       |      |             |                                            |            |
| 7                | Andrei Piatnitski      | 27 september 1967 | 10   | ?     | Spartak Moskou   | 1     | 0    | 0           | 0                                          | 0          |
| 8                | Dmitri Popov           | 27 februari 1967  | 11   | ?     | Racing Santander | 1     | 0    | 0           | 0                                          | 0          |
| 10               | Valeri Karpin          | 2 februari 1969   | 10   | ?     | Spartak Moskou   | 3     | 0    | 1           | 0                                          | 0          |
| 13               | Aleksandr Borodjoek    | 30 november 1962  | 13   | ?     | SC Freiburg      | 2     | 0    | 0           | 0                                          | 0          |
| 14               | Igor Korneev           | 4 september 1967  | 13   | ?     | RCD Español      | 1     | 0    | 0           | 0                                          | 0          |
| 17               | Ilia Tsymbalar         | 17 juni 1969      | 2    | ?     | Spartak Moskou   | 2     | 0    | 0           | 0                                          | 0          |
| 19               | Aleksandr Mostovoj     | 22 augustus 1968  | 20   | ?     | SM Caen          | 1     | 0    | 0           | 0                                          | 0          |
| 20               | Igor Ledjachov         | 22 mei 1968       | 7    | ?     | Spartak Moskou   | 1     | 0    | 0           | 0                                          | 0          |
| Aanval           |                        |                   |      |       |                  |       |      |             |                                            |            |
| 9                | Oleg Salenko           | 25 oktober 1969   | 5    | ?     | Valencia CF      | 3     | 6    | 0           | 0                                          | 0          |
| 11               | Vladimir Bestsjastnych | 1 april 1974      | 6    | ?     | Spartak Moskou   | 1     | 0    | 0           | 0                                          | 0          |
| 15               | Dmitri Radtsjenko      | 2 december 1970   | 14   | ?     | Racing Santander | 3     | 1    | 0           | 0                                          | 0          |
| 22               | Sergej Joeran          | 11 juni 1969      | 27   | ?     | SL Benfica       | 1     | 0    | 0           | 0                                          | 0          |
| Bondscoach       |                        |                   |      |       |                  |       |      |             |                                            |            |
| Vlag van Rusland | Pavel Sadyrin          | 18 september 1942 |      |       |                  |       |      |             |                                            |            |

## WK-wedstrijden

### Groep B
|                                                           |                            |           |         |                                                                                      |
| 20 juni WK-eindronde Groep B «onderlinge duels» 21:00 uur | Brazilië                   | 2 – 0     | Rusland | Stanford Stadium, Palo Alto Toeschouwers: 81.061 Scheidsrechter: Lim Kee Chong (MRI) |
| 20 juni WK-eindronde Groep B «onderlinge duels» 21:00 uur | Romário 27' Raí 53' (pen.) | (details) |         | Stanford Stadium, Palo Alto Toeschouwers: 81.061 Scheidsrechter: Lim Kee Chong (MRI) |

|                                                           |                        |           |                                                             |                                                                                     |
| 24 juni WK-eindronde Groep B «onderlinge duels» 20:30 uur | Rusland                | 1 – 3     | Zweden                                                      | Pontiac Silverdome, Pontiac Toeschouwers: 71.528 Scheidsrechter: Joël Quiniou (FRA) |
| 24 juni WK-eindronde Groep B «onderlinge duels» 20:30 uur | Oleg Salenko 4' (pen.) | (details) | 39' (pen.) Tomas Brolin 60' Martin Dahlin 81' Martin Dahlin | Pontiac Silverdome, Pontiac Toeschouwers: 71.528 Scheidsrechter: Joël Quiniou (FRA) |

|                                                           |                 |           | |                                                                                        |
| 28 juni WK-eindronde Groep B «onderlinge duels» 21:00 uur | Kameroen        | 1 – 6     | Rusland | Stanford Stadium, Palo Alto Toeschouwers: 74.914 Scheidsrechter: Jamal Al-Sharif (SYR) |
| 28 juni WK-eindronde Groep B «onderlinge duels» 21:00 uur | Roger Milla 47' | (details) | 16' Oleg Salenko 41' Oleg Salenko 45' (pen.) Oleg Salenko 72' Oleg Salenko 75' Oleg Salenko 82' Dmitri Radtsjenko | Stanford Stadium, Palo Alto Toeschouwers: 74.914 Scheidsrechter: Jamal Al-Sharif (SYR) |

### Eindstand
| Land     | Wed | Win | Gel | Ver | DV | DT | +/– | Pnt |
| -------- | --- | --- | --- | --- | -- | -- | --- | --- |
| Brazilië | 3   | 2   | 1   | 0   | 6  | 1  | +5  | 7   |
| Zweden   | 3   | 1   | 2   | 0   | 6  | 4  | +2  | 5   |
| Rusland  | 3   | 1   | 0   | 2   | 7  | 6  | +1  | 3   |
| Kameroen | 3   | 0   | 1   | 2   | 3  | 11 | –8  | 1   |

RFS · A-internationals · Bondscoaches · Selecties · Statistieken · Russisch vrouwenelftal · Rusland U21 · Rusland U20 · Rusland U19 · Rusland U18 · Rusland U17 · Rusland U16
1912 – 1914 · 
1992 – 1999 · 
2000 – 2009 · 
2010 – 2019 ·
2020 − 2029
EK 1992** · 
EK 1996 · 
EK 2004 · 
EK 2008 · 
EK 2012 · 
EK 2016 · 
EK 2020
WK 1994 · 
WK 1998 · 
WK 2002 · 
WK 2006 · 
WK 2010 · 
WK 2014 · 
WK 2018
OS 1912
1912 · 
1913 · 
1914 · 
1915–1991 · 
1992 · 
1993 · 
1994 · 
1995 · 
1996 · 
1997 · 
1998 · 
1999 · 
2000 · 
2001 · 
2002 · 
2003 · 
2004 · 
2005 · 
2006 · 
2007 · 
2008 · 
2009 · 
2010 · 
2011 · 
2012 · 
2013 · 
2014 · 
2015 · 
2016 · 
2017 · 
2018 ·
2019 ·
2020 ·
2021 ·
2022 ·
2023 ·
2024 ·
2025
Albanië ·
Algerije ·
Andorra · 
Argentinië ·
Armenië · 
Azerbeidzjan · 
België ·
Bolivia · 
Brazilië ·
Brunei ·
Bulgarije · 
Chili ·
Costa Rica ·
Cuba ·
Cyprus · 
Denemarken · 
Duitsland · 
Egypte ·
Engeland ·
El Salvador ·
Estland · 
Faeröer · 
 Finland · 
Frankrijk · 
Georgië · 
Ghana ·
Grenada ·
Griekenland · 
Hongarije ·
Ierland ·
IJsland ·
Irak ·
Iran ·
Israël · 
Italië ·
Ivoorkust ·
Japan ·
Joegoslavië ·
Kameroen ·
Kazachstan ·
Kenia ·
Kirgizië ·
Kroatië · 
Letland · 
Liechtenstein · 
Litouwen · 
Luxemburg ·  
Malta ·
Marokko · 
Mexico · 
Moldavië · 
Montenegro · 
Nederland · 
Nieuw-Zeeland ·
Noord-Ierland · 
Noord-Macedonië ·
Noorwegen · 
Oekraïne · 
Oezbekistan ·
Oostenrijk · 
Polen ·
Portugal ·
Qatar · 
Roemenië · 
San Marino · 
Saoedi-Arabië · 
Schotland · 
Servië · 
Slovenië · 
Slowakije · 
Spanje · 
Syrië ·
Tadzjikistan ·
Tsjechië · 
Tunesië ·
Turkije ·
Uruguay · 
Verenigde Arabische Emiraten · 
Verenigde Staten ·
Vietnam  ·
Wales · 
Wit-Rusland ·
Zuid-Korea · 
Zweden · 
Zwitserland
Algerije (2014) · 
België (2014) · 
België (2021) · 
Denemarken (2021) ·
Egypte (2018) ·
Engeland (2016) ·
Finland (2021) ·
Griekenland (2008) ·
Griekenland (2012) ·
Kroatië (2018) ·
Nederland (2008) ·
Polen (2012) ·
Saoedi-Arabië (2018) ·
Slowakije (2016) ·
Spanje (2008, groepsfase) ·
Spanje (2008, halve finale) ·
Spanje (2018) ·
Tsjechië (2012) ·
Uruguay (2018) ·
Wales (2016) ·
Zuid-Korea (2014) ·
Zweden (2008)
** = Onder de naam Gemenebest van Onafhankelijke Staten